# استونی بروک (نیویورک)
استونی بروک، نیویورک (به انگلیسی: Stony Brook, New York) یک شهرک سرشماری شده در ایالات متحده آمریکا است که در شهرستان سافک، نیویورک واقع شده‌است.
به طور کلی استونی بروک یکی از شهرهای لانگ آیلند (به انگلیسی: Long Island, New York) است. این شهر در ساحل شمالی لانگ آیلند و تقریباً در ۹۰ کیلومتری شرق شهر نیویورک قرار دارد. مرز شهر استونی بروک شکل نامنظم دارد و از شمال به جنوب ۸ کیلومتر و از شرق به غرب ۲ کیلومتر وسعت دارد. دانشگاه استونی بروک که یک مرکز تحقیقاتی است و دبیرستان استونی بروک که یک مدرسه تخصصی و خصوصی است در این شهر وجود دارند. در دهه ۱۸۷۰ میلادی راه آهن لانگ آیلند به استونی بروک وصل شد و از آن به بعد مردم میتوانند به آسانی بین شهرهای استونی بروک و نیویورک سفر کنند. بر اساس سرشماری سال ۲۰۱۰ جمعیت این شهر ۱۳،۷۴۰ نفر می باشد.

## خصوصیات
استونی بروک ۱۵٫۴ کیلومترمربع مساحت و ۱۳٬۷۴۰ نفر جمعیت دارد و ۲۷ متر بالاتر از سطح دریا واقع شده‌است.